# 多気町
多気町（たきちょう）は、三重県の中部にある町。多気郡に属す。

## 地理

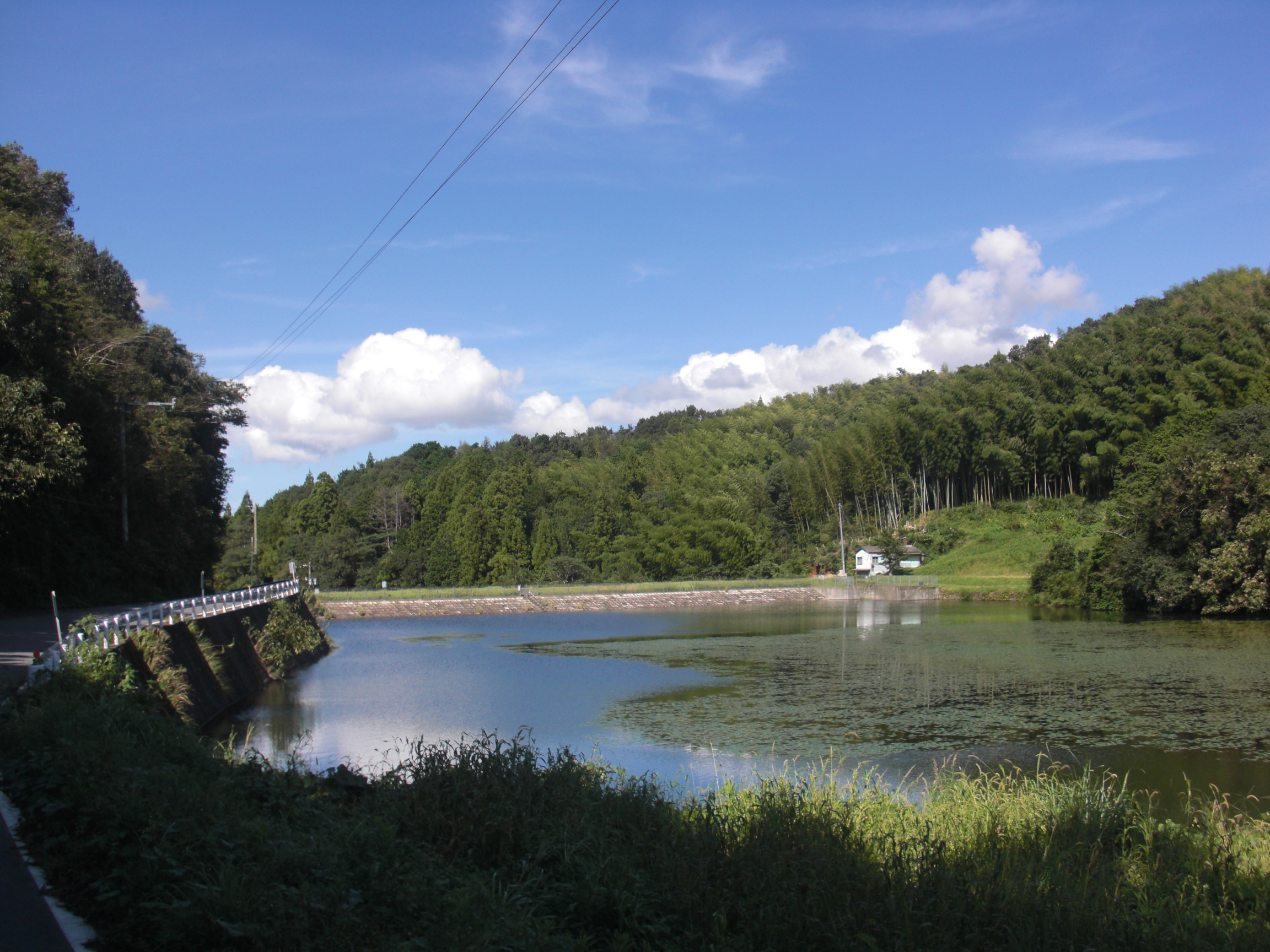
油夫池

三重県の中央部に位置している。海に面していない内陸の町である。町内を中央構造線が通っている。
- 山：市街地の周囲を山々に囲まれている。町内に「城山」が2つあり、長谷地区の城山は291m、矢田地区の城山は128.8m。
- 池：多くの池があり、特に三重県最大の池である五桂池と栃ヶ池が知られている。
  - その他の池：桧皮池（野中）、涵翠池（相可）、小寺池（丹生）、西杉田池（四疋田）、下池（三疋田）、上池（佐伯中）、東池（河田）、西池（東池上）、月本池（井内林）、油夫池（油夫）、宮谷池（荒蒔）
- 河川：宮川、櫛田川、佐奈川、外城田川、祓（はらい）川、濁川（宮川支流）
- 用水：立梅用水

### 隣接している自治体
- 松阪市
- 多気郡 大台町、明和町
- 度会郡 玉城町、度会町

## 人口
| |                                        |  |
| 多気町と全国の年齢別人口分布（2005年） | 多気町の年齢・男女別人口分布（2005年） |  |
| ■紫色 ― 多気町 ■緑色 ― 日本全国 | ■青色 ― 男性 ■赤色 ― 女性              |  |
| 多気町（に相当する地域）の人口の推移 \| 1970年（昭和45年） \| 16,159人 \| \| \| 1975年（昭和50年） \| 16,057人 \| \| \| 1980年（昭和55年） \| 16,054人 \| \| \| 1985年（昭和60年） \| 16,174人 \| \| \| 1990年（平成2年） \| 15,691人 \| \| \| 1995年（平成7年） \| 15,644人 \| \| \| 2000年（平成12年） \| 16,149人 \| \| \| 2005年（平成17年） \| 15,793人 \| \| \| 2010年（平成22年） \| 15,438人 \| \| \| 2015年（平成27年） \| 14,878人 \| \| \| 2020年（令和2年） \| 14,021人 \| \| |                                        |  |
| 総務省統計局 国勢調査より |                                        |  |
| 1970年（昭和45年） | 16,159人                               |  |
| 1975年（昭和50年） | 16,057人                               |  |
| 1980年（昭和55年） | 16,054人                               |  |
| 1985年（昭和60年） | 16,174人                               |  |
| 1990年（平成2年） | 15,691人                               |  |
| 1995年（平成7年） | 15,644人                               |  |
| 2000年（平成12年） | 16,149人                               |  |
| 2005年（平成17年） | 15,793人                               |  |
| 2010年（平成22年） | 15,438人                               |  |
| 2015年（平成27年） | 14,878人                               |  |
| 2020年（令和2年） | 14,021人                               |  |

## 歴史

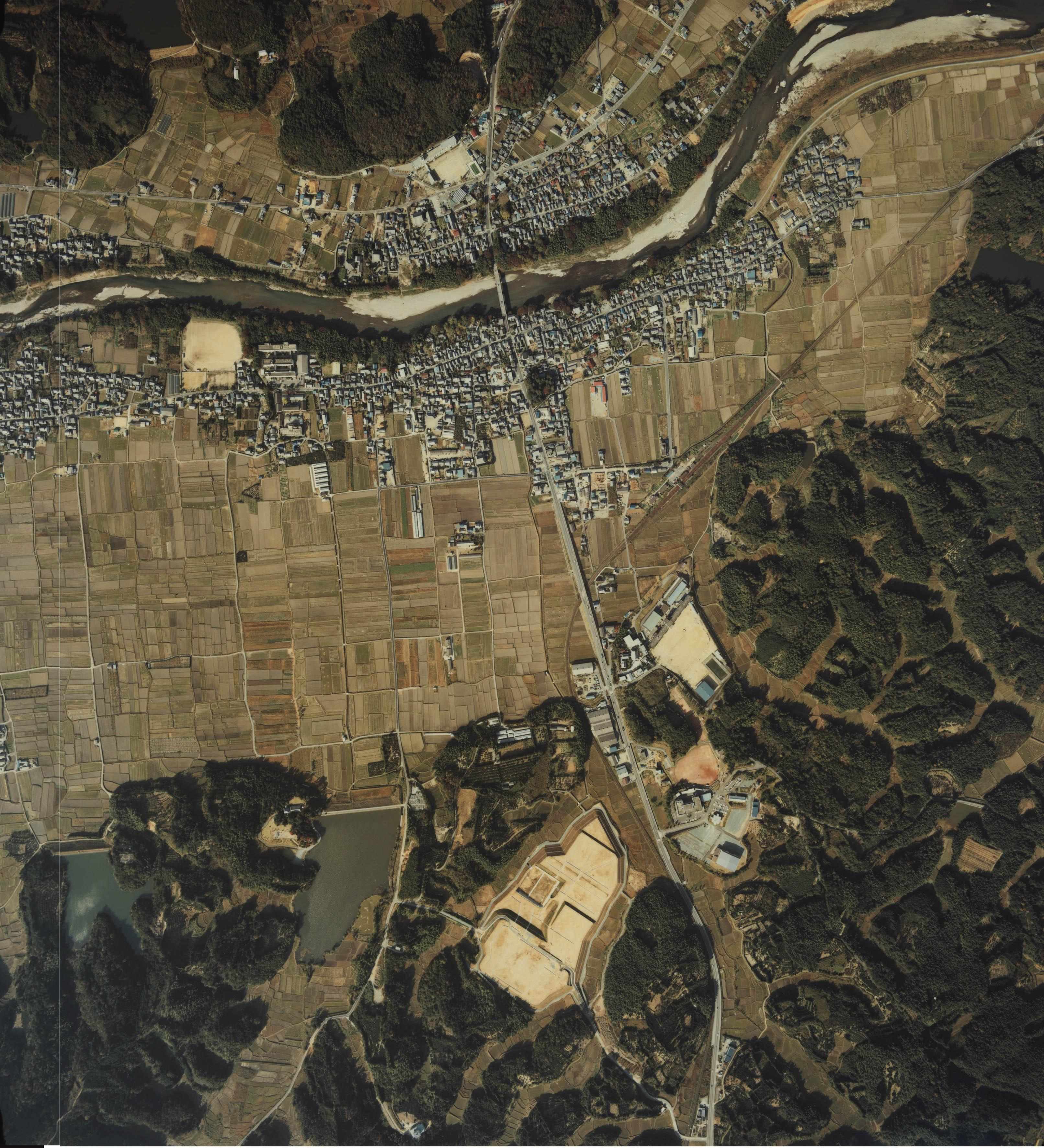
多気町相可

『和名抄』に「多気郡多気郷」「飯野郡兄国郷」の表記が見られ、古代から人々の居住する農村地帯であった。中世には北畠氏領、江戸時代には和歌山藩田丸城代の領地であった。
そのほか、伊勢本街道、和歌山別街道、熊野街道が通過する交通の要地としても発展してきた。明治28年刊行の『大日本管轄分地図』の三重県総論には
「此地は和歌山街道と熊野街道との岐路に当れば郡中第一の賑かなる地にて郡役所警察署等あり。」
と記されており、当地が郡の中心地であったことが分かる。また、旧勢和村域は丹生山神宮寺（丹生大師）の門前町としての機能もあった。現在でも交通の要地としての地位は健在で、伊勢自動車道と紀勢自動車道の勢和多気ジャンクションや、JR東海の紀勢本線と参宮線の分岐する多気駅がある。
- 774年（宝亀5年）- 丹生大師が創建されたと伝えられる。
- 1893年（明治26年） - 相可駅（現・多気駅）が開業。
- 1951年（昭和26年）11月22日 - 昭和天皇のお召し列車が相可駅に停車。駅前奉迎が行われた（昭和天皇の戦後巡幸）[2]。
- 1973年（昭和48年）11月30日 - 丹生鉱山が閉山。
- 1984年（昭和59年）- 五桂池ふるさと村が開園。
- 1990年（平成2年）12月6日 - 伊勢自動車道勢和多気インターチェンジ供用開始。
- 1995年（平成7年）- シャープが多気町に進出。
- 2006年（平成18年）3月11日 - 紀勢自動車道勢和多気ジャンクション供用開始。
- 2008年（平成20年）6月19日 - 多気クリスタルタウンがオープン。
- 2021年（令和3年）
  - 3月[3] - 前村・丹生の各一部より、大字「ヴィソン」を制定[4]。住民はいない[5]。
  - 4月29日 - 民間レジャー施設「VISON」（ヴィソン）が部分開業[6]、伊勢自動車道多気ヴィソンスマートインターチェンジ供用開始[7]。

### 町名の由来
郡名の「多気」を採用したものである。「多気」の語源には以下のような説がある。
- 竹が生育する地域であったことから、「竹郡」と命名され、後世に「多気」（たけ）の字が当てられ、更に読みが「たき」に変化した。
- 古語の「多木」（たき、食物の多くできる土地の意）に由来する。
- 動詞「たぎる」（勢いよく流れる、水が湧き出す）に由来する。

### 行政区域の変遷

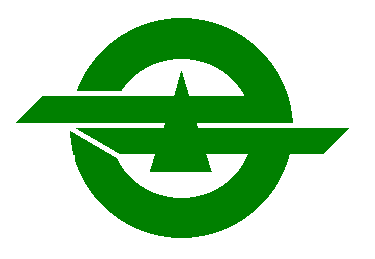
旧多気町章

- 1955年（昭和30年）3月31日 - 相可町・佐奈村・津田村が新設合併して多気町が発足。
- 1959年（昭和34年）4月15日 - 西外城田村を編入。
- 2006年（平成18年）1月1日 - 勢和村と新設合併し、改めて多気町が発足。

## 行政

### 町長
- 現職：久保行央（2010年2月5日-）
- 初代：長谷川順一（2006年2月5日〜2010年2月4日）

町長選挙結果（2010年1月31日投開票、投票率73.61%）
| 当落 | 候補者         | 得票数  |
| 当   | 久保行央       | 3,946票 |
|      | 木戸口かつゆき | 2,199票 |
|      | 西川浩         | 1,271票 |
|      | 田山耕三       | 1,198票 |
|      | 坂井のぶひさ   | 718票   |

### 町議会
- 定例会は1年に4回開かれる。
- 議員定数は12名。
- 常任委員会は、総務産業土木、教育民生、予算決算の3つがある。

なお、衆議院議員選挙の選挙区は「三重県第4区」、三重県議会議員選挙の選挙区は「多気郡選挙区」（定数：2）となっている。

### 住所表記
- 合併により、正式な住所表記から「大字」が外された。

(例)
(旧)多気郡多気町大字相可1600番地→(新)多気郡多気町相可1600番地
(旧)多気郡勢和村大字朝柄3127番地→(新)多気郡多気町朝柄3127番地
- 合併前から大字表記のなかった相可台地区は変更は無い。

### 地区
旧多気町（多気町東部）
- 相可地区 - 朝長、河田、弟国、多気、東池上、西池上、兄国、荒蒔、相可、相可台
- 西外城田地区 - 土羽、笠木、矢田、森荘、田中、野中、相鹿瀬
- 佐奈地区 - 五佐奈、西山、四神田、油夫、仁田、五桂、平谷、前村、神坂、長谷
- 津田地区 - 四疋田、三疋田、佐伯中、井内林、鍬形、牧、津留

旧勢和村（多気町西部）
- 丹生地区 - 丹生
- 五ヶ谷地区 - 色太、土屋、車川、古江、朝柄、片野、波多瀬
- 松阪市より編入（旧茅広江村） - 下出江、上出江

旧多気町と旧勢和村の中間
- ヴィソン（2021年3月に[3]前村と丹生の各一部より設立[4]）

## 経済

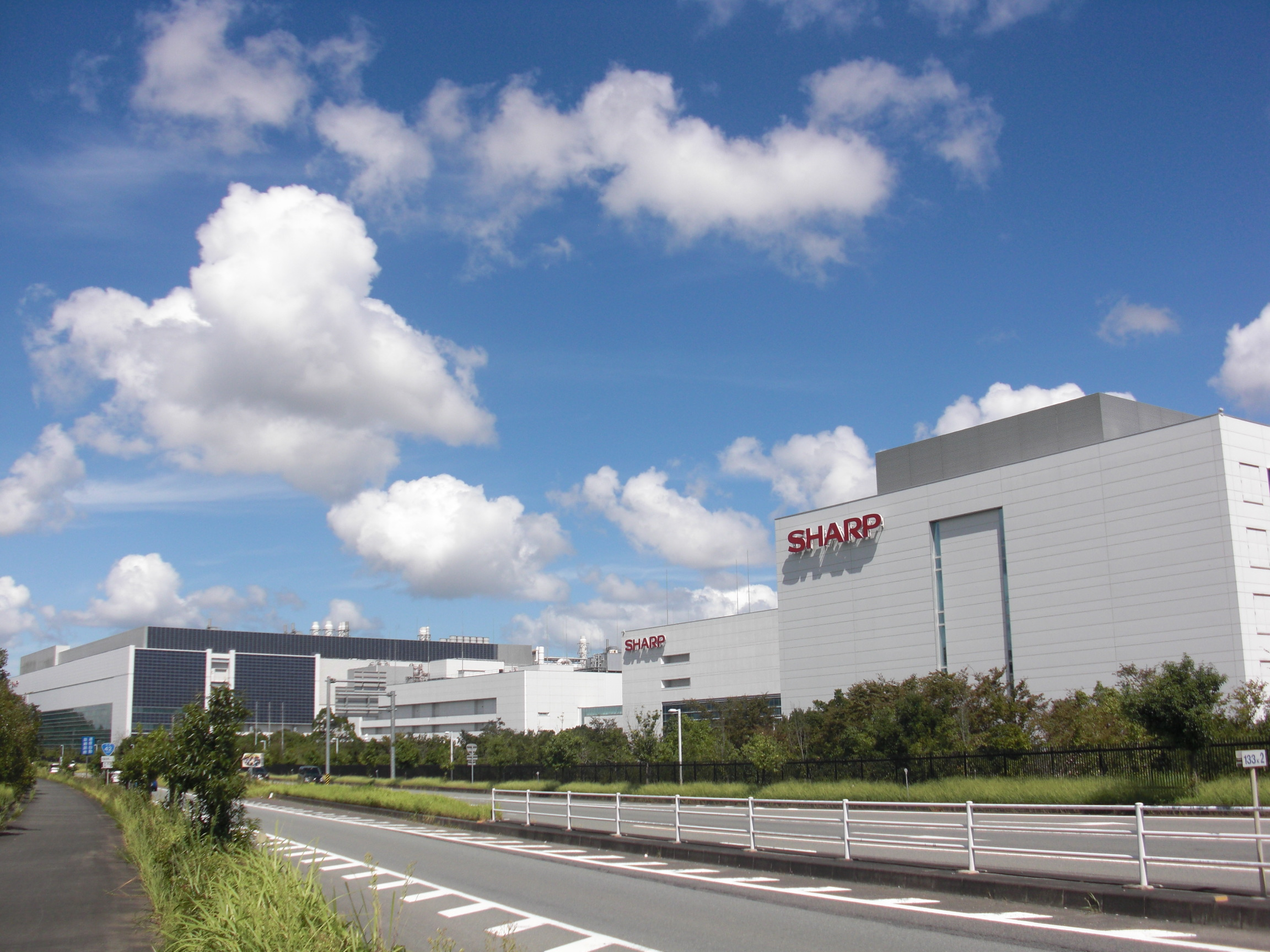
シャープ三重工場

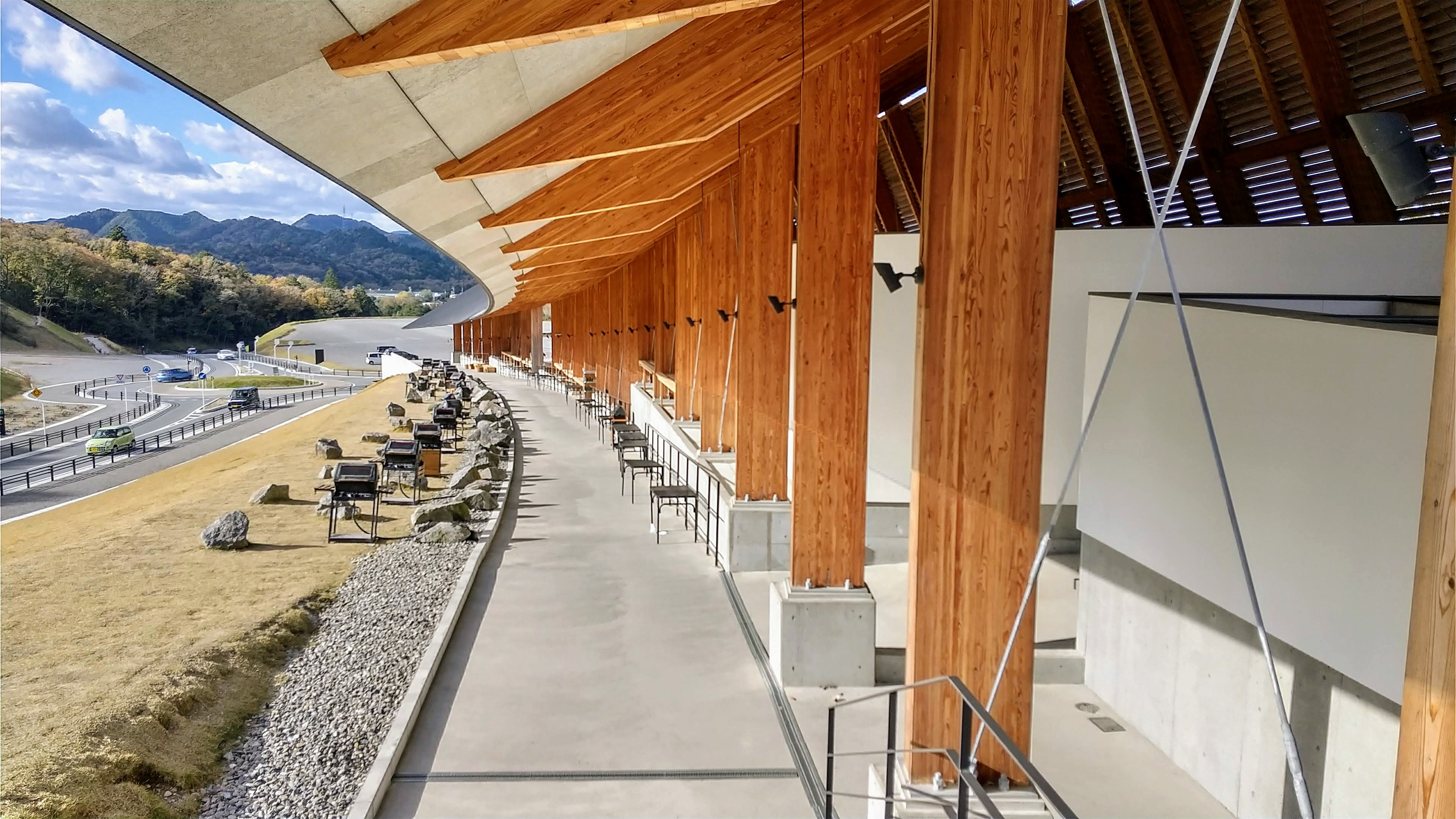
VISON（ヴィソン）

シャープ三重工場が多気町の経済を牽引（けんいん）している。
2021年7月にグランドオープンしたVISON（ヴィソン）は飲食店、産直市場、ホテル、薬草湯の温浴施設など73店があるリゾート型複合商業施設で、町が2013年から働きかけて実現した。日本の食文化と持続可能な開発目標（SDGs）をテーマにしており、周辺6自治体を含めた三重広域連携スーパーシティ構想の中核として位置づけられている。

VISON
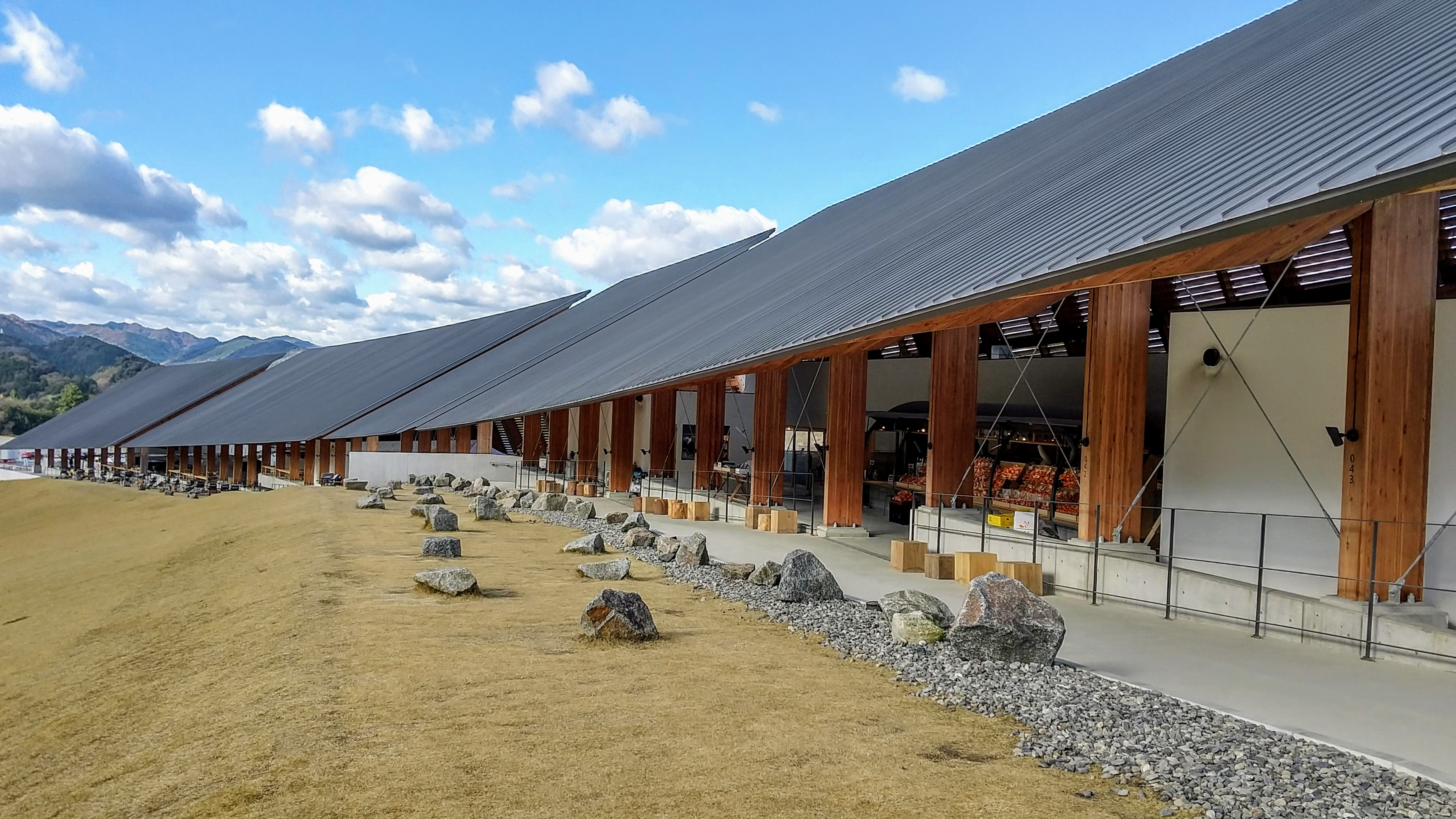
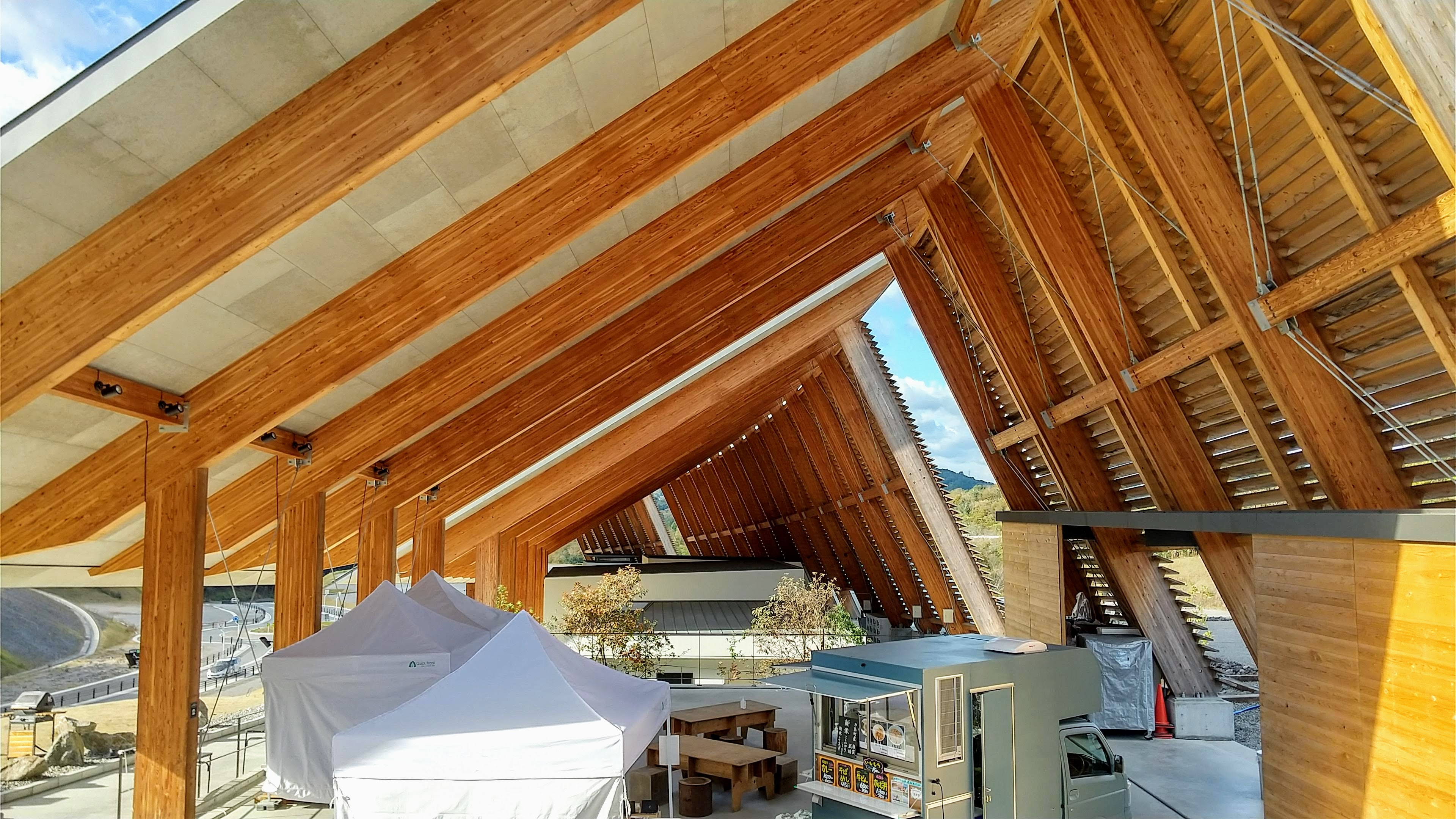
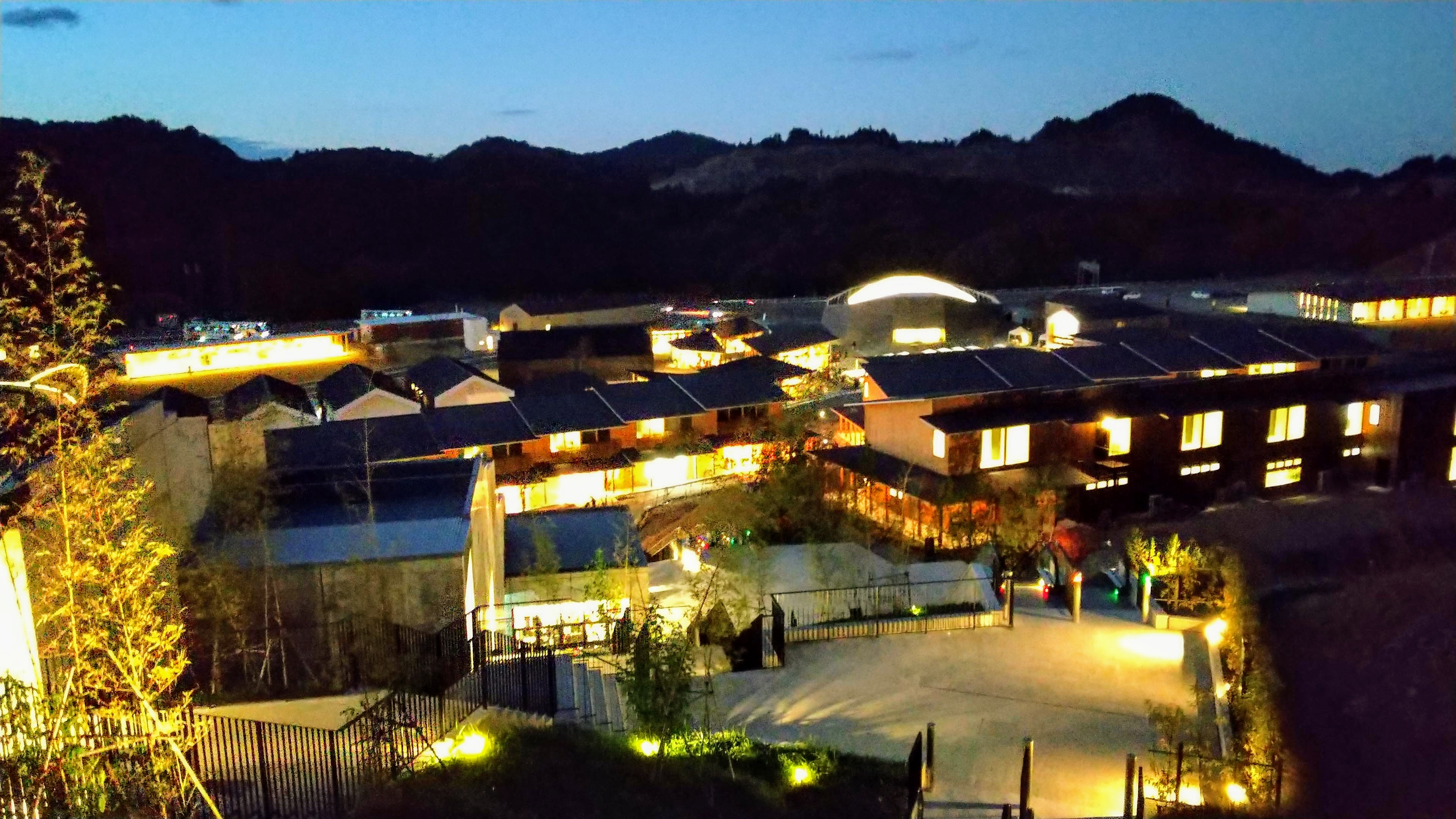
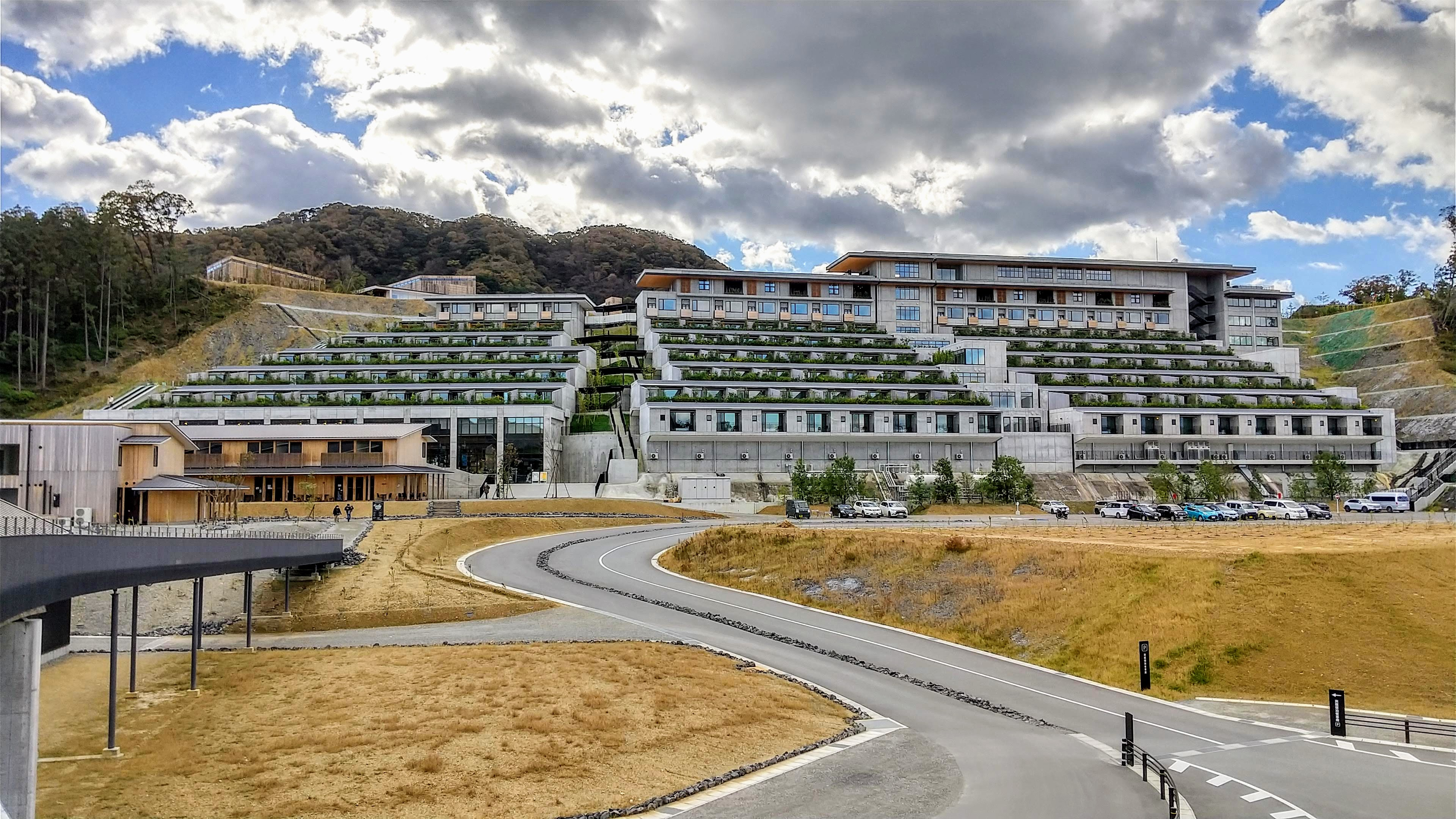
ホテルエリア
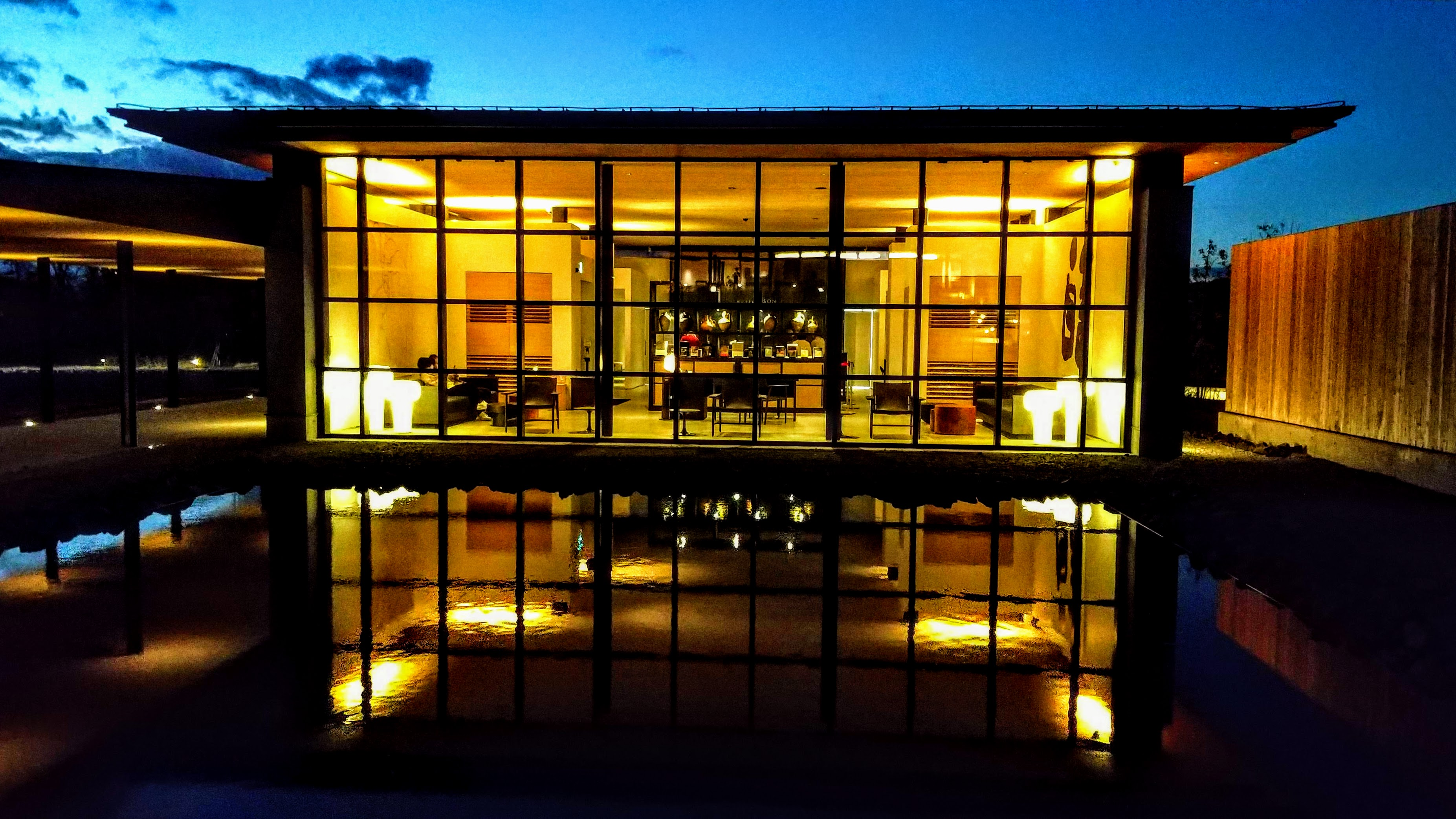
ホテルエリア

### 農業
- カキ（柿）の生産量は三重県内では1位である。ミカンやモモも栽培される。
- 伊勢茶・松阪牛の産地の一つ。
- 伊勢いもの発祥の地。

#### カキとミカン
カキの栽培は標高200m前後の山々に囲まれた、花崗岩を含む土壌で外城田地域を中心に行われている。1909年（明治42年）頃に富有柿が導入され、1935年（昭和10年）頃に増加、1940年（昭和15年）には桑畑からの転作が進んだ。太平洋戦争後、炭疽病対策として次郎柿に品種の転換が進み、町内の農園で早生系の新品種「前川次郎」も発見された。1956年（昭和31年）頃から個別選果・共同出荷が始まり、1964年（昭和39年）の大豊作を期に共同選果・共同出荷へ移行した。1972年（昭和47年）には水田からの転作が14 - 15ha規模で行われ、従来からの約80haを合わせ、三重県の代表的なカキ産地となった。
ミカン栽培は江戸時代からの伝統で、年平均気温15.5℃、年間降水量2,500mmの山腹の段々畑で逆転層を利用して行われてきた。生産の中心は佐奈地域で、1970年代には380m2のミカン園が存在した。この頃より観光用のミカン狩り園が出現している。また多気町産ミカンの特色として、日持ちが良く、4月上旬まで貯蔵ができるという点が指摘できる。

### 企業
- シャープ多気事業所（中小型向け液晶パネルでは国内最大）
- 株式会社中部プラントサービス（多気バイオパワー火力発電所（地域木質バイオマス燃料））
- ダイヘン三重事業所
- 万協製薬本社
- 相可フードネット本社（惣菜店「せんぱいの店」を経営）
- 林純薬工業三重工場 三重営業所 テクノセンター[17]

多気町、ユーグレナ、中部プラントサービス開発研究コンソーシアムの3者によって、共同事業体「もっとバイオ多気」が設立されている。かつて水銀鉱山として丹生地区に丹生鉱山があった。

## 姉妹都市・提携都市

### 日本国外
姉妹都市
-  キャマス市（アメリカ合衆国ワシントン州）

姉妹校
- 台北市金華中学校（台湾）

友好都市
- サン・セバスティアン市（スペイン）

### 日本国内
その他
- 全国門前町サミット - 全国の神社仏閣を中心に発展してきた門前町を有する自治体・観光協会・商業関係者などが集まり地域活性、街作り推進のため開催する会議。

## 消防

### 常備消防
松阪市、明和町と松阪地区広域消防組合を組織し、消防事務を行っている。町内には、松阪南消防署（松阪市春日町）の分署が2つある。
- 松阪南消防署多気分署（相可）
- 松阪南消防署松阪勢和分署（片野）

### 消防団（非常備消防）
- 多気町消防団

## 警察
松阪市にある松阪警察署が管轄している。町内には6の警察官駐在所がある。
- 多気警察官駐在所（多気）
- 相可警察官駐在所（相可）
- 西外城田警察官駐在所（森荘）
- 佐奈警察官駐在所（仁田）
- 丹生警察官駐在所（丹生）
- 朝柄警察官駐在所（朝柄）

## 日本郵政グループ

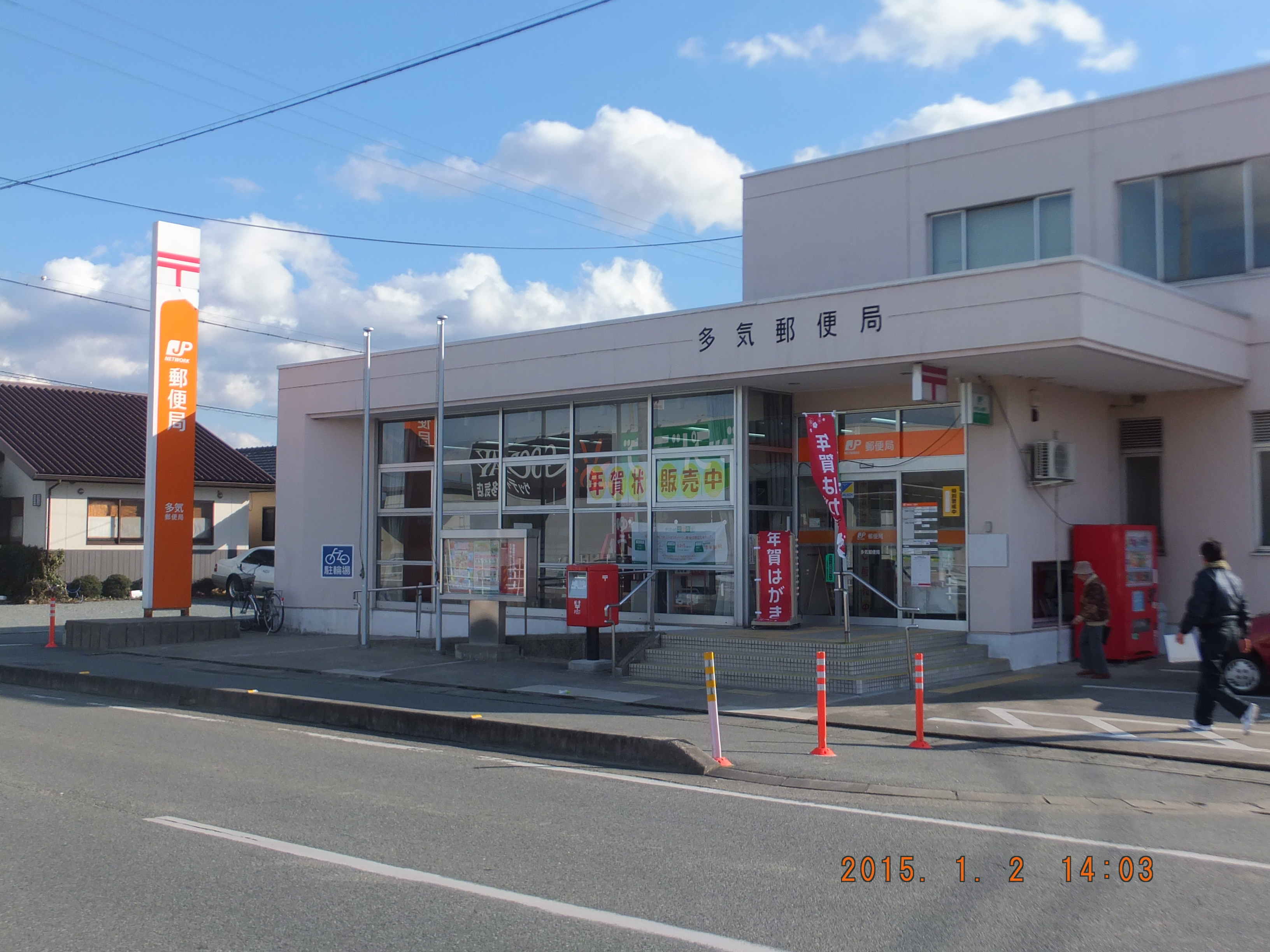
多気郵便局

（2015年2月現在）
- 日本郵便株式会社
  - 多気郵便局（集配局）
  - 丹生郵便局
  - 多気駅前郵便局
  - 佐奈郵便局
  - 五ケ谷郵便局
  - 出江簡易郵便局

簡易郵便局を除く各郵便局にゆうちょ銀行のATMが設置されており、多気・丹生の各郵便局ではホリデーサービスを実施。

多気町の郵便番号は、合併前からの多気町域（および松阪市の一部地域）が「519-21xx」、旧勢和村域が「519-22xx」となっている。集配担当はいずれも多気郵便局。

## 教育

### 学校教育

#### 高校
- 三重県立相可高等学校

#### 中学校
以下の2校とも2014年3月に台湾の台北市立金華国民中学と友好姉妹校提携を結んでいる。
- 多気町松阪市学校組合立多気中学校
- 多気町立勢和中学校

#### 小学校
- 多気町立相可小学校
- 多気町立佐奈小学校
- 多気町立津田小学校
- 多気町立外城田小学校
- 多気町立勢和小学校

### 社会教育

#### 博物館（郷土資料館）
- 多気町立多気郷土資料館
- 多気町立勢和郷土資料館（多気町ふるさと交流館せいわ内）

#### 図書館
- 多気町立多気図書館（多気町ふるさと交流館たき内）
- 多気町立勢和図書館（多気町立ふるさと交流館せいわ内）
- 少女まんが館 TAKI 1735（私立、少女漫画専門[20][21]）

#### 文化会館
- 多気町民文化会館

#### ふるさと交流館
- 多気町立ふるさと交流館たき
- 多気町立ふるさと交流館せいわ

#### 公民館
- 多気町立多気中央公民館
- 多気町立勢和公民館
  - 波多瀬分館
  - 益習分館
  - 三養分館
  - 出江分館
  - 丹生分館
- 多気町立相可公民館
- 多気町立佐奈公民館
- 多気町立津田公民館
- 多気町立外城田公民館

## 交通

### 鉄道

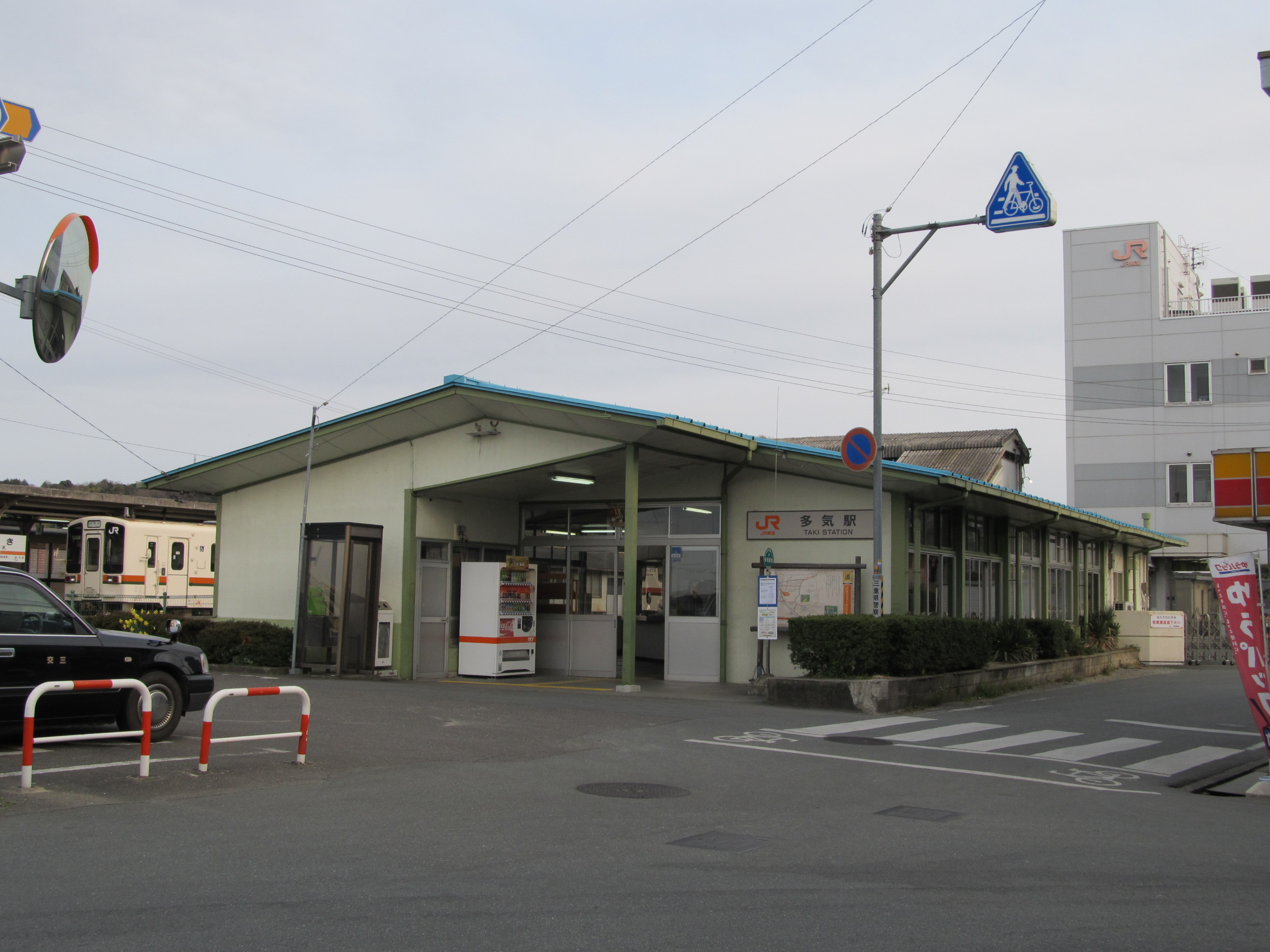
多気駅

東海旅客鉄道（JR東海）
- 紀勢本線：多気駅 - 相可駅- 佐奈駅
- 参宮線：多気駅 - 外城田駅

### バス

#### 一般路線バス
- 多気町町営バス - 2009年4月1日に、町民バス（多気地域）と巡回バス（勢和地域）が統合、路線再編が実施された。
  - 幹線バス
    - 波多瀬保育園-丹生-天啓の里-多気駅-下河田（毎日運行）

  - 多気町予約運行小型バス（でん多）
    - 西相鹿瀬線
    - 西池上・下佐奈線
    - 五桂・井戸谷線
    - 出江線
    - 朝柄・三養線
- 三重交通
  - 56系統松阪熊野線： 松阪中央病院 - 松阪駅前 - 多気町 - 滝原宮前 - 紀伊長島 - 尾鷲市病院前 - 熊野古道センター - 熊野市駅前 - 三交南紀

### 道路
- 高速道路
  - 伊勢自動車道
    - 勢和多気IC/JCT - 多気ヴィソンスマートIC（上り線出口専用[7]） - 多気PA

  - 紀勢自動車道
    - 勢和多気JCT
- 一般国道
  - 国道42号、国道368号
- 三重県道
  - 主要地方道
    - 三重県道13号伊勢多気線

  - 一般県道
    - 三重県道119号松阪度会線
    - 三重県道150号前村野中線
    - 三重県道160号松阪多気線
    - 三重県道421号勢和兄国松阪線
    - 三重県道429号佐原勢和松阪線
    - 三重県道529号多気停車場斎明線
    - 三重県道702号茅原丹生線
    - 三重県道704号朝柄小片野線
    - 三重県道708号仁田多気停車場線
    - 三重県道709号相鹿瀬大台線
    - 三重県道745号片野飯高線

## 名所・旧跡・観光スポット・祭事・催事

### 名所・旧跡
- 丹生大師（丹生山成就院神宮寺）
- 丹生神社・丹生中神社
- 丹生山近長谷寺
- 丹生鉱山跡
- 摩尼山金剛座寺（穴師寺、穴師子寺）[22]
  - 式内 穴師神社（金剛座寺内）
- 御船神社・牟弥乃神社
- 佐那神社
- 佛土山惠日院普賢寺
- 天啓の里（天啓公園、のびのびパーク天啓） - 黄檗宗の古刹、天照山法泉寺の史跡。
- しあわせの宮

### 観光スポット
- 五桂池ふるさと村
  - まごの店
- 元丈の館
- ゆとりの丘
- 波多瀬薬草公園
- 山の駅よって亭（コケコッコー共和国）

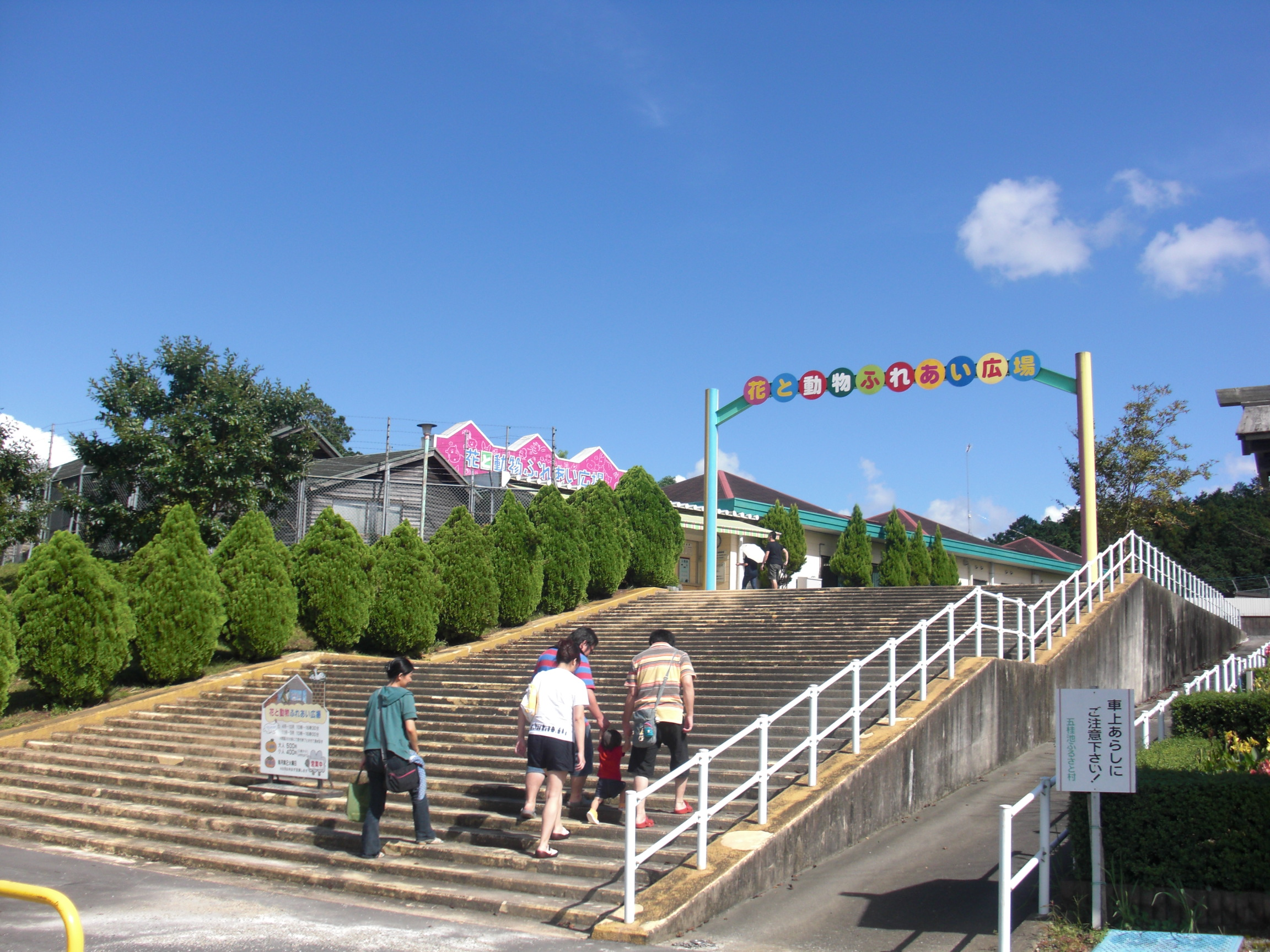
五桂池ふるさと村

- 歴史の散歩道（天啓公園⇔金剛座寺⇔近長谷寺）
  - 神坂展望施設（金剛座寺山頂）
- 多気まちかど博物館（松阪紀勢界隈まちかど博物館）
  - 伊勢イモ歴史資料館
  - 和歌山街道酒器の館「北岡（きたおか）とっくり館」
  - 和歌山街道・中山薬草薬樹公園「元丈（げんじょう）の館」
  - 五桂・こだわり蔵元「鉾杉」（ほこすぎ）
  - 神坂・金剛座寺「佐那文庫」（さなぶんこ）
  - 万協フィギュア博物館

### 祭事・催事
- 八柱神社長龍神事（3月11日）[1]
- 丹生大師大祭（4月21日）[1]
- 相可鮎狩りとうろう流し（6月15日）[1]
- 丹生大師秋季大祭（10月21日）[1]

### 娯楽施設
- 相可東映劇場 - 1960年頃にあった映画館[注 1]。

## 出身者
- 平清盛（武将）
- 大西源一（郷土史家）
- 中里和人（写真家）
- 中西功（政治家）
- 西谷史（小説家）
- 三井殊法（商人）
- 野呂元丈（薬草学者）
- 香川みどり（演歌歌手）

## ケーブルテレビ
- 多気町内のケーブルテレビ事業は松阪ケーブルテレビ・ステーション（MCTV）が行っている。
- 「多気町行政チャンネル」は、多気町の公式サイトから一部視聴可能である。